# 中川大志 (俳優)
中川 大志（なかがわ たいし、1998年〈平成10年〉6月14日 - ）は、日本の俳優、声優。東京都出身。スターダストプロモーション所属。

## 略歴
東京都生まれ、茨城県育ち。公式プロフィールでは東京出身としており、幼少期のほとんどを東京で過ごしたが、5歳頃に父親の地元である茨城に引っ越しており、小中学校時代は東京で芸能の仕事をしながら地元・茨城で学業や部活動に励んだ。
3歳の頃からジャズダンスを習い始め、ステージに立ち始める。2008年、舞台アルゴミュージカル『花の海 花いろの風 -里山小学校5年1組-』に出演。
小学4年生の時に親と一緒に出掛けた先の原宿でスカウトされる。一度は断ったものの、数日後にまた同じ人にスカウトされ、過去に知ったダンスやミュージカルでステージに立つ楽しさから「やってみたい」と思う気持ちが強くなり、小学5年生の時に事務所に所属する。2009年、NHK『わたしが子どもだったころ』の再現VTRで子役としてデビューし、翌年2010年10月『半次郎』で映画デビューを果たす。
2011年5月29日の「ニコラミニミニ開放日」にて開催された「メンモ公開オーディション」に合格し、2011年9月号の『nicola』（新潮社）からメンズモデルとして登場する。同年10月から放送された日本テレビ系テレビドラマ『家政婦のミタ』で一家の長男を演じて注目を集める。
2017年3月に堀越高等学校を卒業し、大学には進学せず俳優一筋で仕事をしていくことを発表した。
2019年に『坂道のアポロン』と『覚悟はいいかそこの女子。』での演技により第42回日本アカデミー賞新人俳優賞を受賞した。
2020年上半期には、「2020年テレビCM急上昇ランキング」（エム・データ発表）で1位を獲得。

## 人物
- 「大志（たいし）」という名前はウィリアム・クラークの「少年よ大志を抱け」にちなんで付けられた[18]。
- 子供の頃はサッカー少年[19]で将来の夢はプロサッカー選手になってFIFAワールドカップに出場することだった[20][21]。ラジオDJにも憧れており、その思いをアピールし続けたことが関係者の耳にとまり、2021年4月から初のラジオ冠番組『中川大志のConnected base』がスタートした[22]。
- 趣味はカメラとギター[23]。特技はリンゴの皮むき[18]。
- 有岡大貴とは、プライベートでサウナに行くほど仲が良い[24]。
- 自身が出演した日曜劇場『オールドルーキー』のキャスト達と仲が良く、本作の主演を務めた綾野剛の現場や役に向き合う姿勢に大きな刺激を受けたと語り[25][26]、サッカー元日本代表の大久保嘉人や反町隆史とはプライベートで一緒にゴルフをするなどの交流がある[27]。
- 好きなアーティストはMr.Children、back number、THE YELLOW MONKEY 、スピッツ、ゆず、SEKAI NO OWARI[28][29]。
- 好きな芸人はさまぁ〜ず[28]。
- 好きな映画は『バックトゥザフューチャー』[28]。
- 好きな食べ物はラーメン、辛い物、焼肉[18]。
- 得意な教科は体育、音楽、国語、家庭科[28]。

## 出演

### テレビドラマ
- わたしが子どもだったころ 沢村一樹編（2009年7月、NHK BShi） - 沢村一樹（幼少時代） 役[12]
- チーム・バチスタ2 ジェネラル・ルージュの凱旋 第3話（2010年4月20日、関西テレビ） - 塚田浩之の息子 役
- Q10 第4話（2010年11月6日、日本テレビ）
- 連続テレビ小説（NHK総合）
  - おひさま 第1話 - 6話、15話・20話（2011年4月4日 - 9日・26日） - 須藤春樹（幼少時代） 役
  - なつぞら（2019年6月19日 - 9月28日） - 坂場一久 役[30]
    - なつぞらSP 秋の大収穫祭（2019年11月2日、NHK BSプレミアム）[31][32]

  - らんまん 第119回 -（2023年9月14日　- ）- 永守徹 役[33]
- 大河ドラマ（NHK総合）
  - 江〜姫たちの戦国〜 第34回（2011年9月4日） - 細川光千代 役
  - 平清盛 第24回 - 第28回（2012年6月17日 - 7月15日） - 源頼朝（少年時代） 役[34]
  - 真田丸 第38回 - 第50回（2016年9月25日 - 12月18日） - 豊臣秀頼 役[35]
  - 鎌倉殿の13人（2022年1月9日 - 9月18日） - 畠山重忠 役[36][37][38]
- 家政婦のミタ（2011年10月12日 - 12月21日、日本テレビ） - 阿須田翔 役
- 13歳のハローワーク（2012年1月13日 - 3月9日、テレビ朝日） - 三上純一 役
- ブラックボード〜時代と戦った教師たち〜 第3夜（2012年4月7日、TBS） - 弓岡健司 役
- GTO（2012年7月3日 - 9月11日、関西テレビ） - 吉川昇 役
  - GTO 秋も鬼暴れスペシャル（2012年10月2日）
  - GTO 正月スペシャル! 冬休みも熱血授業だ（2013年1月2日）
  - GTO 完結編 〜さらば鬼塚! 卒業スペシャル〜（2013年4月2日）
- 花の冠（2012年9月14日、テレビ朝日） - 平井桜 役
- パーフェクト・ブルー（2012年10月8日 - 12月17日、TBS） - 諸岡進也 役[39]
- 夜行観覧車（2013年1月18日 - 3月22日、TBS） - 高橋慎司 / 高木俊介 役
- DOCTORS2〜最強の名医〜 第3話（2013年7月25日、テレビ朝日） - 皆川雅也 役[12]
- 今夜は心だけ抱いて（2014年3月4日 - 4月22日、NHK BSプレミアム） - 元宮透 役[40]
- 水球ヤンキース（2014年7月12日 - 9月20日、フジテレビ） - 志村公平 役[41]
- 金田一少年の事件簿N（neo） 第1話（2014年7月19日、日本テレビ） - 真田コウジ 役
- 地獄先生ぬ〜べ〜（2014年10月11日 - 12月13日、日本テレビ） - 立野広 役[42]
- REPLAY & DESTROY 第4話・第8話（2015年5月18日・6月15日、TBS） - 竹中純 役
- 監獄学園-プリズンスクール-（2015年10月28日 - 12月23日、毎日放送） - 主演・キヨシ 役[43]
- 南くんの恋人〜my little lover（2015年11月10日 - 2016年2月2日、フジテレビ） - 主演・南瞬一 役[44]
- 重版出来! 第4話 - 最終話（2016年5月3日 - 6月14日、TBS） - 大塚シュート 役[45]
- もしもドラマ がんこちゃんは大学生 第1話（2017年3月7日 - 3月10日、NHK総合） - ネタクレくん 役
- 刑事ゆがみ 第2話（2017年10月19日、フジテレビ） - 打越将也 役[46]
- 科捜研の女 season17 第1話・最終回（2017年10月19日・2018年3月22日、テレビ朝日） - 江藤壱 役[47][48]
- 風雲児たち〜蘭学革命（れぼりゅうし）篇〜（2018年1月1日、NHK総合） - 石川玄常 役[49]
- 賭ケグルイ（2018年1月15日 - 3月19日、毎日放送・TBS） - 豆生田楓 役[50]
  - 賭ケグルイ season2（2019年4月1日 - 29日、毎日放送・TBS）[51]
- 花のち晴れ〜花男 Next Season〜（2018年4月17日 - 6月26日、TBS） - 馳天馬 役[52][53]
- 覚悟はいいかそこの女子。（2018年6月25日 - 7月23日、毎日放送・TBS） - 主演・古谷斗和 役[54]
- このマンガがすごい!「中川大志の『ARMS』」（2018年11月3日、テレビ東京） - 主演・高槻涼 役[55]
- スキャンダル専門弁護士 QUEEN（2019年1月10日 - 3月14日、フジテレビ） - 藤枝修二 役[56]
- G線上のあなたと私（2019年10月15日 - 12月17日、TBS） - 加瀬理人 役[57]
- 左手一本のシュート（2020年3月14日、BS-TBS） - 主演・田中正幸 役[58]
- 親バカ青春白書（2020年8月2日 - 9月13日、日本テレビ） - 畠山雅治 役[59]
- 4つの不思議なストーリー〜超常ミステリードラマSP「最後の買物」（2020年12月26日、フジテレビ） - 主演・武藤晴人 役[60]
- ライジング若冲 天才 かく覚醒せり（2021年1月2日、NHK総合・BS4K） - 円山応挙 / 岩次郎 役[61][62][63]
- 全っっっっっ然知らない街を歩いてみたものの（フジテレビ） - ナカタ 役[64]
  - Season1（2021年3月29日（28日深夜） - 4月3日（2日深夜））
  - Season2 最終話（2022年4月11日）[65]
- ボクの殺意が恋をした（2021年7月4日 - 9月12日、読売テレビ） - 主演・男虎柊 役[66]
- 日テレ系音楽の祭典 Premium Music 2022 ゆず25周年記念ドラマ（2022年3月30日、日本テレビ） - 北川悠仁 役[67]
- オールドルーキー（2022年6月26日 - 9月4日、TBS） - 城拓也 役[68]
- アクターズ・ショート・フィルム3「いつまで」（2023年2月11日、WOWOWプライム） - 監督・出演[69]
- 世にも奇妙な物語’23 夏の特別編「小林家ワンダーランド」（2023年6月17日、フジテレビ） - 主演・小林達也 役[70]
- ONE DAY〜聖夜のから騒ぎ〜（2023年10月9日 - 12月18日、フジテレビ） - 笛花ミズキ 役[71][72]
- OZU 〜小津安二郎が描いた物語〜 最終話「青春の夢いまいづこ」（2023年12月17日、WOWOW） - 主演・堀野 役[73]
- Eye Love You（2024年1月23日 - 3月26日、TBS） - 花岡彰人 役[74]
- 95（2024年4月8日 - 6月10日、テレビ東京） - 鈴木翔太郎（翔） 役[75]
- 滅相も無い（2024年4月17日 - 6月5日、毎日放送・TBS） - 怒れない川端 役[76][77]
- ゴールデンカムイ -北海道刺青囚人争奪編- 最終話（2024年12月1日、WOWOW） - 鯉登音之進 役[78]

### 映画
- 半次郎（2010年10月、ピーズ・インターナショナル） - 宮田岩虎 役
- 青鬼 ver2.0（2015年7月、AMGエンタテインメント） - 主演・ひろし 役[7][41][79]
- 通学シリーズ（ポニーキャニオン） - 羽柴絋：コウ 役 
  - 通学電車（2015年10月）
  - 通学途中（2015年11月） - 主演[注釈 1][80]
- 全員、片想い「MY NICKNAME is BUTATCHI」（2016年7月2日、東映） - 佐竹 役 [81][82]
- 四月は君の嘘（2016年9月10日、東宝） - 渡亮太 役[83]
- きょうのキラ君（2017年2月25日、ショウゲート） - 主演・吉良ゆいじ：キラ 役[84]
- ReLIFE リライフ（2017年4月15日、松竹） - 主演・海崎新太 役[注釈 2][85]
- 坂道のアポロン（2018年3月10日、東宝 / アスミック・エース） - 川渕千太郎 役[86]
- 虹色デイズ（2018年7月6日、松竹） - 主演・松永智也 役[注釈 3][87]
- 覚悟はいいかそこの女子。（2018年10月12日、東映） - 主演・古谷斗和 役[88]
- サムライマラソン（2019年2月22日、ギャガ） - 藤井 役[89]
- 砕け散るところを見せてあげる（2021年4月9日、イオンエンターテイメント） - 主演・濱田清澄 役[注釈 4][90]
- FUNNY BUNNY（2021年4月29日、FUNNY BUNNY製作委員会） - 主演・剣持聡 役[91]
- 映画 賭ケグルイ 絶体絶命ロシアンルーレット（2021年6月1日、ギャガ） - 開拓地長 討嶋 役[92]
- 犬部!（2021年7月22日、KADOKAWA） - 柴崎涼介 役[93]
- 都会のトム&ソーヤ（2021年7月30日、イオンエンターテイメント） - 二階堂卓也 役[94]
- ブラックナイトパレード（2022年12月23日、東宝） - 田中皇帝 役[95]
- スクロール（2023年2月3日、ショウゲート） - 主演・ユウスケ 役[注釈 5][96][97]
- 碁盤斬り（2024年5月17日、キノフィルムズ） - 弥吉 役[98][99]
- 夏目アラタの結婚（2024年9月6日、ワーナー・ブラザース映画） - 宮前光一 役[100]
- チャチャ（2024年10月11日、メ〜テレ / カルチュア・パブリッシャーズ） - 樂 役[101]
- 早乙女カナコの場合は（2025年3月14日、日活 / KDDI） - 長津田啓士 役[102]

### 配信ドラマ
- ボクの殺意が恋する前（2021年7月25日 - 9月12日、Hulu） - 主演・男虎柊 役[103]
- 都会のトム&ソーヤ ぼくらの砦（2021年7月16日 - 〈全8話〉、ABEMA） - 二階堂卓也 役[104]
- 御手洗家、炎上する（2023年7月13日 - 、Netflix） - 御手洗真二 役[105]
- ONE DAY〜聖夜のから騒ぎ〜エピソード0（2023年11月20日、TVer） - 笛花ミズキ 役[106]
- 笑ゥせぇるすまん #8「借りパクの泉」（2025年7月25日、Amazon Prime Video） - 貸作公平 役[107][108]

### バラエティ・ドキュメンタリー
- ピラメキーノ 子役恋物語 シーズン8（2009年8月、テレビ東京）[109]
- おはスタ（2012年4月10日 - 2014年3月31日、テレビ東京）火曜レギュラー[110]
- ドラマチック・アクターズ・ファイル #50（2012年6月12日、NHKワンセグ2・NHK Eテレ）
- LIFE!〜人生に捧げるコント〜（2017年8月14日 - 、NHK総合）
- 中川大志の地球アドベンチャー 地上の楽園ハワイ 星空を旅した海の民を追え！（2024年1月2日、BS-TBS）[111]

### 劇場アニメ
- ちびまる子ちゃん イタリアから来た少年（2015年12月23日） - アンドレア 役[10][112]
- ジョゼと虎と魚たち（2020年12月25日） - 主演・鈴川恒夫 役[注釈 6][113][114]

### 吹き替え
- パイレーツ・オブ・カリビアン/最後の海賊（2017年7月1日） - ヘンリー・ターナー 役（ブレントン・スウェイツ）[115]
- ソニック・ザ・ムービー（2020年6月26日） - ソニック・ザ・ヘッジホッグ 役[116]
  - ソニック・ザ・ムービー/ソニック VS ナックルズ（2022年8月19日）[117]
  - ナックルズ（2024年6月7日）[118]
  - ソニック×シャドウ TOKYO MISSION（2024年12月27日公開予定）[119]

### CM
- コナミ「フェアリーテイル ポータブルギルド2」（2011年2月 - 5月）
- ネクソン「アラド戦記」（2012年4月25日 - 、出川バトル 篇 / 出川転校生 篇）[120]
- 資生堂「シーブリーズ」（2015年4月3日 - ）[121]
- 雪印メグミルク「雪ミルク」（2015年6月10日 - 、「ミルクの好みはさらり派」篇）
- ソフトバンク「白戸家：ギガ物語2（ギガと学生）篇」（2016年1月29日 - ）
- AOKI「フレッシャーズ」（2016年2月4日 - ）[122]
- リクルート「タウンワーク」（2017年1月 - ）[123]
- 日清食品「日清焼そばU.F.O.」『エクストリーム!ヤキソボーイ 篇』（2017年3月10日 - ） - ソース（青年期）/ ヤキソボーイ 役[124]
- 日本コカ・コーラ「紅茶花伝 ロイヤルミルクティー」（2017年5月 - ）[125]
- コクヨ「ドットライナー」（2017年6月9日 - ）[126][127]
- au
  - 「意識高すぎ！高杉くん」シリーズ - 細杉卓（こますぎすぐる）役
    - 「転校生」篇（2018年6月5日 - ）[128]
    - 「お見舞い」篇（2018年10月1日 - ）[129]
    - 「副会長」篇（2019年1月14日 - ）[130]
    - 「真剣勝負」篇（2019年5月7日 - ）[131]
    - 「カラオケ」篇（2019年8月29日 - ）[132]
    - 「アルバイター」篇（2020年6月22日 - ）[133]
    - 「クイズ大会」篇（2021年8月16日 - ）[134]
    - 「なりきり鍛錬」篇（2021年9月23日 - ）[135]
    - 「カラスの伝言」篇（2021年12月5日 - ）[136]
    - 「ダンスバトル」篇（2022年5月2日 - ）[137]
    - 「校外学習」篇（2024年7月23日 - ）[138]

  - 「三太郎」シリーズ
    - 「パイセン金太郎」篇（2019年3月29日 - ）細杉卓の先祖 役[139]
- リベル・エンタテイメント「A3!」（2018年8月 - ）[140]
- HOYA「コンタクトのアイシティ」（2018年9月 - ）[141]
- JRA「HOT HOLIDAYS!」（2019年 - 2021年）[142]
- リクルート住まいカンパニー「SUUMO」（2020年1月 - ）[143]
- アサヒグループ食品「クリーム玄米ブラン」（2020年3月 - ）[144]
- ダイハツ工業「タフト」（2020年7月 - ）[145]
- 味の素冷凍食品
  - 「やわらか若鳥から揚げ ボリュームパック」（2020年3月 - ）[146]
  - 「水餃子」（2020年10月 - ）[147]
- リズム「エニシーシリーズ」（2021年5月 - ）[148]
- キッザニア「『なりたい』のために」編（2021年9月15日 - ） - ナレーション[149]
- ニベア花王「ニベア エンジェルスキン ボディウォッシュ」（2022年10月5日 - ）[150]
- 池田模範堂「ムヒシリーズ」（2023年5月 - ）[151]
- 日本マクドナルド「ハワイやんバーガーズ」（2023年7月25日 - ）[152]
- 雪国まいたけ「極」（2023年11月6日 - )[153]
- 東京海上日動火災保険「トータルアシスト自動車保険」（2024年7月10日 - ）[154]
- キリンビール「本麒麟」（2024年7月 - ）[155]
- 日本郵政「郵便局の年賀状印刷」（2024年10月 - ）[156]

### PV
- BOYFRIEND「Pinky Santa」（2013年11月30日）[157]
- 井上苑子「メッセージ」（2017年4月12日）[158]
- whiteeeen「テトテ with GReeeeN」（2017年5月17日）[159]
- Vaundy「花占い」（2021年7月5日）[160]
- The Songbards「ダフネ」（2022年6月1日）[161]

### 舞台
- 2008アルゴミュージカル「花の海 花いろの風 -里山小学校5年1組-」（2008年7月27日 - 8月26日、中野サンプラザ 他） - 主演・岸川純 役[8]
- コントと音楽 vol.02「他人関係」（2020年9月9日 - 14日、モーション・ブルー・ヨコハマ）[162]
  - コントと音楽 vol.2.5 番外配信編（2021年5月11日）[163]
  - コントと音楽 vol.05「楽園はどこだ」（2023年7月20日 - 30日、COTTON CLUB）[164]
  - コントと音楽 vol.06「最低二万回の嘘」（2025年8月14日 - 27日〈予定〉、COTTON CLUB）[165]
- 歌妖曲〜中川大志之丞変化〜（2022年11月6日 - 12月25日、明治座 他） - 主演・桜木輝彦 / 鳴尾定 役[166][167]
- Daiwa House Special 地球ゴージャス三十周年記念公演「儚き光のラプソディ」（2024年4月28日 - 5月26日、明治座 / 5月31日 - 6月9日、SkyシアターMBS）[168]

### ラジオ番組
- 中川大志のConnected base（2021年4月2日 - 、FM NACK5）[22]

### イベント
- 家政婦のミタ DVD&Blu-ray発売記念イベント（2012年5月3日、タワーレコード新宿店）[169]
- 次世代ワールドホビーフェア '12 Summer おはスタステージ（2012年6月30日、幕張メッセ）
- ニコニコ超会議2016「超・真田丸」（2016年4月30日、幕張メッセ）[170]
- Seventeen 夏の学園祭2016（2016年8月23日、パシフィコ横浜・国立大ホール）[171]
- 第24回 東京ガールズコレクション 2017 SPRING/SUMMER（2017年3月25日、国立代々木競技場第一体育館）[172]
- 超十代 - ULTRA TEENS FES - 2017@TOKYO（2017年3月28日、幕張メッセ国際展示場6・7ホール）[173]
- シンデレラフェスvol.4（2017年4月4日、国立代々木競技場第一体育館）[174]
- パイレーツ・オブ・カリビアン/最後の海賊 公開記念スペシャルイベント in 安田女子大学（2017年6月22日）
- Seventeen 夏の学園祭2017（2017年8月24日、パシフィコ横浜・国立大ホール）[175][176]
- マイナビ presents 第26回 東京ガールズコレクション 2018 SPRING/SUMMER（2018年3月30日、横浜アリーナ）[177]
- 神戸コレクション2018 AUTUMN/WINTER（2018年8月25日、ワールド記念ホール）[178]
- Jリーグディビジョン１・コンサドーレ札幌×浦和レッズマッチボールセレモニー[179]。

### CDジャケット
- ナオト・インティライミ「いつかきっと」（2015年4月8日）[180]

### その他
- 携帯サイト「ビジュアルボーイ」（2012年2月24日 - ）
- リーボック「ZOKU RUNNER」の秋冬モデルの発売記念映像（2017年）[181]
- 高畑勲展―日本のアニメーションに遺したものTakahataIsao: A Legend in JapaneseAnimation（2019年7月2日 - 10月6日、東京国立近代美術館） - 音声ガイド[182]
- コニカミノルタ プラネタリウム ナレーション 「Night Flower 〜星ふる島の一夜花〜」　(2021年11月19日 - )[183]

## 書籍

### 写真集
- 中川大志ファースト写真集 ちゅうぼう（2014年3月18日、学研パブリッシング）[184][185] ISBN 978-4-05-405966-5
- maka hou（2019年1月14日、撮影：立松尚積）[186] ISBN 978-4-906953-68-4

### 雑誌連載
- 新潮社『ニコラ』
  - 2011年9月号 - 2012年7月号：メンズモデル
  - 2012年9月号 - ：連載
- KADOKAWA『週刊ザテレビジョン』「Be Ambitious!」（2018年4月27日号 - ）[187]

### カバーモデル
- 魔法のiらんど文庫「いじわるサディスト」（2012年5月、アスキー・メディアワークス）
- ピンキー文庫「通学日〜君と僕の部屋〜」（2013年9月25日、集英社）
- ピンキー文庫「君色。〜ベランダ越しの恋〜」（2014年11月21日、集英社）

## 作品
- Blu-ray『holoholo』（2019年2月14日発売）[186]

## 受賞歴
- 第42回日本アカデミー賞 新人俳優賞（『坂道のアポロン』『覚悟はいいかそこの女子。』、2019年）[16]
- 第1回キモノイスト授賞（2021年）[188]
- 2023年エランドール賞 「新人賞（TVガイド賞）」[189]